# Comuna Bobrîk, Hadeaci
Bobrîk (în ucraineană Бобрик) este o comună în raionul Hadeaci, regiunea Poltava, Ucraina, formată din satele Bobrîk (reședința) și Pedorîci.

## Demografie
Componența lingvistică a comunei Bobrîk
     Ucraineană (98,54%)
     Rusă (1,34%)
     Alte limbi (0,11%)
Conform recensământului din 2001, majoritatea populației comunei Bobrîk era vorbitoare de ucraineană (98,54%), existând în minoritate și vorbitori de rusă (1,34%).